# NGC 6822-WR 12
NGC 6822-WR 12, är en Wolf-Rayet-stjärna av spektraltyp WN som ligger i galaxen NGC 6822, cirka 1,54 miljoner ljusår bort i stjärnbilden Skytten. NGC 6822-WR 12 var den första Wolf-Rayet-stjärnan som upptäcktes i galaxen och är en av endast fyra kända i galaxen.

## Observation
År 1983 identifierades en Wolf-Rayet-stjärna (WR) i den  oregelbundna stavgalaxen NGC 6822. Uppkomsten av starka joniserade heliumemissionslinjer i dess spektrum, tillsammans med joniserade kvävemissionslinjer men inga kollinjer, ledde till tilldelningen av spektralklass WN3. Vid den tiden var det den enda kända WR-stjärnan i NGC 6822.
NGC 6822-WR 12 var den 12:e av 12 kandidat-WR-stjärnor som hittades i NGC 6822 under en undersökning av NGC 6822 och IC 1613. I en uppföljningsstudie bekräftades endast 4 av WR-kandidaterna i NGC 6822 som WR-stjärnor, och de är fortfarande de enda kända WR-stjärnorna i NGC 6822.

## Egenskaper
Högupplöst spektroskopi av NGC 6822-WR 12 ger spektraltyp WN4 och CMFGEN-atmosfärmodeller ger en mycket hög temperatur på 100 000 K. I kombination med en radie på 3,77 solradier leder detta till en bolometrisk ljusstyrka på 1,3 miljoner gånger solens, vilket sannolikt gör den till en av de mest ljusstarka stjärnorna i dess relativt lilla galax. Om man antar mass-luminositetsrelationer för Wolf Rayet-stjärnor pekar det på en mycket hög massa, cirka 36 solmassor. NGC 6822-WR 12 har kraftig stjärnvind, som skjuter ut materia motsvarande 10−4,6 solmassa per år från dess yta med en relativt låg hastighet på 1 100 km/s.

### Sammansättnng
Som typiskt är för WN-stjärnor har NGC 6822-WR 12 nästan inget väte, det har antingen fusionerats till helium eller förlorats genom starka stjärnvindar. Men på grund av den mycket låga metalliciteten hos NGC 6822, liknande den i Lilla magellanska molnet, har den en lägre kväveförekomst än den för galaktiska WN-stjärnor, och innehåller endast 0,3 procent kväve. Emissionslinjerna för joniserat kväve i spektrumet är motsvarande svaga. Resten av stjärnan är helium och dess spektrum domineras av emissionslinjer av joniserat helium.